# Kalendarium II wojny światowej
Kalendarium II wojny światowej

## Wojna w Afryce Północnej

### 1940
- 10 czerwca – Włochy wypowiedziały wojnę Francji i Wielkiej Brytanii.
- 18 czerwca – armia włoska rozpoczęła inwazję na Somali Francuskie.
- 28 czerwca – namiestnik włoskiej Libii marszałek Italo Balbo zginął w wyniku omyłkowego zestrzelenia jego samolotu przez własną obronę przeciwlotniczą.
- 3-5 lipca – marynarka brytyjska zniszczyła zespół floty francuskiej w bazie Mers el-Kebir w Algierii (operacja Catapult).
- 3 sierpnia – wojska włoskie rozpoczęły inwazję na Somali Brytyjskie.
- 13 września – armia włoska pod dowództwem marszałka Grazianiego rozpoczęła z terenu Libii atak na Egipt.
- 16 września – Włosi zajęli miasto Sidi Barrani. Marszałek Graziani wstrzymał włoską ofensywę w celu podciągnięcia zaopatrzenia.
- 23-25 września – nieudany atak sił brytyjskich i Wolnej Francji na Dakar w Senegalu (Operacja Menace).
- 27 października – 19 listopada – Kampania o Gabon: siły Wolnej Francji i brytyjskie opanowały Gabon.
- 7 grudnia – wojska alianckie zaatakowały siły włoskie w zachodnim Egipcie i wschodniej Libii (operacja operacja Compass).
- 10 grudnia – początek brytyjskiej ofensywy pod dowództwem gen. Archibalda Wavella przeciwko wojskom włoskim, której efektem było wyparcie ich z Cyrenajki i niemal całkowite zniszczenie włoskiej Grupy Armii Libia.

### 1941
- 3 stycznia – początek ofensywy brytyjskiej na miasto Bardija w Libii.
- 5 stycznia – wojska brytyjskie zdobyły okupowane przez Włochów miasto Bardija w Libii.
- 9 stycznia – Adolf Hitler podjął decyzję o wsparciu włoskich działań wojennych w Afryce.
- 19 stycznia – początek brytyjskiej ofensywy przeciwko wojskom włoskim w Afryce Wschodniej.
- 22 stycznia – skapitulowały wojska włoskie w Tobruku w Libii.
- 6 lutego – wojska brytyjskie wkroczyły do miasta Bengazi w Libii.
- 12 lutego – generał Erwin Rommel wylądował w Afryce Północnej. Dwa dni później do Trypolisu przybyły pierwsze niemieckie jednostki Afrika Korps.
- 24 marca – rozpoczęła się niemiecko-włoska ofensywa w Cyrenajce w Afryce północnej.
- 31 marca – w Afryce północnej ruszyło natarcie wojsk niemiecko-włoskich.
- 4 kwietnia – wojska niemieckie Afrika Korps gen. Erwina Rommla zdobyły libijski port Bengazi.
- 6 kwietnia – Brytyjczycy zajęli miasto Addis Abeba w Etiopii.
- 11 kwietnia – odparcie pierwszego ataku Afrika Korps na Tobruk. Awangarda wojsk niemieckich dotarła do Sollum na granicy Egiptu.
- 18 kwietnia – wybuchła wojna brytyjsko-iracka.
- 15 maja – pierwsza brytyjska próba dotarcia do oblężonego Tobruku (operacja Brevity).
- 17 maja – zwycięstwo wojsk brytyjskich nad włoskimi w bitwie pod Amba Alagi w Etiopii.
- 8 czerwca – Alianci dokonali inwazji na Syrię i Liban.
- 9 czerwca – Operacja Exporter: zwycięstwo Aliantów nad wojskami Francji Vichy w bitwie nad rzeką Litani w Libanie.
- 15 czerwca – druga próba przełamania niemieckiego okrążenia (operacja Battleaxe). Po kolejnej klęsce Brytyjczyków, gen. Archibalda Wavella zastąpił gen. Claude Auchinleck.
- 18 listopada – armia brytyjska rozpoczęła operację Crusader, w wyniku której wojska niemiecko-włoskie ponownie zostały wyparte z Cyrenajki.
- 27 listopada:
  - kapitulacja wojsk włoskich w Etiopii.
  - zwycięstwem wojsk alianckich zakończyła się bitwa o Tobruk.
- 28 listopada – ostatnie włoskie jednostki skapitulowały przed Brytyjczykami w mieście Gondar w Etiopii; likwidacja Włoskiej Afryki Wschodniej.
- 13 grudnia – kampania śródziemnomorska: w bitwie koło przylądka Bon (Tunezja) alianckie niszczyciele zatopiły dwa włoskie krążowniki; zginęło ponad 900 osób.
- 17 grudnia – nierozstrzygnięta brytyjsko-włoska I bitwa morska pod Syrtą.
- 26 grudnia – u wybrzeży Libii zatonął storpedowany przez niemiecki okręt podwodny U-559 statek pasażersko-drobnicowy SS „Warszawa”; zginęło 29 osób.

### 1942
- 21 stycznia – rozpoczęła się niemiecko-włoska kontrofensywa w Cyrenajce.
- 5 maja – rozpoczęła się bitwa o Madagaskar.
- 26 maja:
  - oddziały Afrika Korps przełamały brytyjskie linie obronne pod El Ghazala.
  - w Libii rozpoczęła się bitwa o Bir Hakeim; 1 Dywizja Wolnych Francuzów na 2 tygodnie powstrzymała natarcie wielokrotnie liczniejszych pancernych i zmotoryzowanych niemiecko-włoskich sił gen. Rommla.
- 11 czerwca – taktyczne zwycięstwo wojsk Osi w bitwie o Bir Hakeim w Libii.
- 20 czerwca – Niemcy rozpoczęli atak na Tobruk.
- 21 czerwca – wojska niemieckie gen. Rommla wkroczyły do zdobytego Tobruku.
- 23 czerwca – wojska niemieckie feldmarszałka Rommla dotarły do granicy egipskiej.
- 1 lipca – rozpoczęła się I bitwa pod El Alamein, zakończona sytuacją patową.
- 22 lipca – nieudany atak wojsk brytyjskich na pozycje włoskie w Libii. Alianci stracili 146 czołgów, a 1400 żołnierzy wzięto do niewoli. Straty włoskie były znikome.
- 27 lipca – zakończyła się I bitwa pod El Alamein, której skutkiem było zatrzymanie ofensywy Afrika Korps na Aleksandrię.
- 30 sierpnia – rozpoczęła się bitwa pod Alam Halfa, na południowy wschód od El Alamein w Egipcie.
- 12 września – o godzinie 22 niemiecki okręt podwodny U-156 zatopił u wybrzeży Afryki Zachodniej brytyjski statek „Laconia” ze 136-osobową załogą, 80 cywilami, 268 brytyjskimi żołnierzami oraz 1800 włoskimi jeńcami strzeżonymi przez 160 żołnierzy polskich.
- 23 października – uderzenie brytyjskiej 8 Armii pod dowództwem gen. Bernarda Law Montgomery’ego na oddziały Afrika Korps przeważyło szalę zwycięstwa w II bitwie pod El Alamein na stronę aliantów.
- 5 listopada – koniec II bitwy pod El Alamein, odwrót Afrika Korps.
- 6 listopada – zwycięstwo Brytyjczyków nad wojskami Francji-Vichy i japońską flotą w bitwie o Madagaskar.
- 8 listopada – lądowanie wojsk amerykańsko-brytyjskich w portach Francuskiej Afryki Zachodniej (operacja Torch).
- 12 listopada – po klęsce pod El Alamein wojska niemieckie i włoskie opuściły Tobruk.

### 1943
- 14 stycznia – początek konferencji alianckiej w Casablance.
- 23 stycznia – ewakuacja niemieckiej Armii Pancernej Afryka z Trypolisu i początek odwrotu w kierunku Tunezji.
- 24 stycznia – zakończyła się konferencja w Casablance, na której ustalono, że wojna będzie prowadzona aż do bezwarunkowej kapitulacji państw Osi.
- 14 lutego – rozpoczęła się niemiecko-włoska ofensywa w Tunezji, która doprowadziła do bitwy o przełęcz Kasserine.
- 25 lutego – zwycięstwo wojsk włosko-niemieckich w bitwie na przełęczy Kasserine.
- 9 marca – feldmarszałek Erwin Rommel przekazał dowództwo Grupy Armii Afryka generałowi Hansowi Jürgenowi von Arnimowi, a sam udał się na urlop zdrowotny.
- 7 maja – wojska brytyjskie wyzwoliły Tunis.
- 13 maja – kapitulacja ostatnich oddziałów niemiecko-włoskich w Afryce.

## Wojna w Azji i na Pacyfiku

### 1937
- 7 lipca – incydent na moście Marco Polo w Fengtai, południowym przedmieściu Pekinu.
- Początek lipca – rozpoczęła się bitwa pod Tiencinem.
- Początek sierpnia – zakończyła się bitwa pod Tiencinem.
- Sierpień – operacja Chahar.
- Sierpień – rozpoczęła się operacja zajęcia linii kolejowej z Tiencinu do Pukou.
- Sierpień – rozpoczęła się operacja zajęcia linii kolejowej z Pekinu do Hankou.
- 13 sierpnia – rozpoczęła się bitwa pod Szanghajem.
- 1 września – rozpoczęła się bitwa pod Taiyuan.
- 13 września – rozpoczęła się bitwa pod Xinkou.
- 9 listopada – zakończyła się bitwa pod Taiyuan.
- 11 listopada – zakończyła się bitwa pod Xinkou.
- 26 listopada – zakończyła się bitwa pod Szanghajem.
- Grudzień – zakończyła się operacja zajęcia linii kolejowej z Pekinu do Hankou.
- 9 grudnia – rozpoczęła się bitwa pod Nankinem.
- 13 grudnia – armia japońska zdobyła Nankin, który stał się stolicą marionetkowego państwa chińskiego. Żołnierze rozpoczęli masakrę ludności cywilnej.

### 1938
- 31 stycznia – zakończyła się bitwa pod Nankinem.
- 24 marca – rozpoczęły się bitwa pod Xuzhou i bitwa pod Tai’erzhuang.
- 7 kwietnia – zakończyła się bitwa pod Tai’erzhuang.
- 1 maja – zakończyła się bitwa pod Xuzhou.
- 10 maja – rozpoczęła się operacja Amoy.
- 12 maja – zakończyła się operacja Amoy.
- 11 czerwca – rozpoczęła się bitwa pod Wuhan.
- Październik – rozpoczęła się operacja Canton.
- 27 października – zakończyła się bitwa pod Wuhan.
- Grudzień – zakończyła się operacja Canton.

### 1939
- 17 marca – rozpoczęła się bitwa pod Nanchang.
- 20 kwietnia – rozpoczęła się bitwa pod Suizhou i Zaoyang.
- 9 maja – zakończyła się bitwa pod Nanchang.
- 24 maja – zakończyła się bitwa pod Suizhou i Zaoyang.
- 20 sierpnia – Sowieci przerzucili znaczne siły na front dalekowschodni i rozpoczęli atak na Japończyków.
- 13 września – rozpoczęła się bitwa pod Changsha.
- 15 września – ZSRR podpisał rozejm z Japonią.
- 8 października – zakończyła się bitwa pod Changsha.
- 15 listopada – rozpoczęła się bitwa o południowe Kuangsi.

### 1940
- 27 września – Oś Rzym-Berlin-Tokio – przystąpienie Japonii.
- 30 listopada – zakończyła się bitwa o południowe Kuangsi.
- 9 grudnia – Chiny wypowiedziały wojnę Japonii, Niemcom i Włochom.

### 1941
- 17 stycznia – bitwa pod Ko Chang podczas wojny francusko-tajlandzkiej 1940–1941.
- 31 stycznia – koniec wojny francusko-tajlandzkiej przy mediacji Japonii.
- 5 czerwca – w wyniku pożaru wywołanego japońskim nalotem na chińskie miasto Chongqing udusiło się około 4 tys. osób kryjących się przed bombami w tunelu.
- 24 czerwca – zwodowano japoński lotniskowiec Hiyō.
- 28 lipca – wojska japońskie wkroczyły do Wietnamu, Kambodży i Laosu na podstawie porozumień z rządem francuskim w Vichy.
- 19 listopada – bitwa australijskiego krążownika HMAS Sydney z niemieckim HSK Kormoran. Zginęło 645 Australijczyków i 80 Niemców.
- 26 listopada – amerykański sekretarz stanu Cordell Hull przekazał ambasadorowi Cesarstwa Japonii notę dyplomatyczną w formie ultimatum, będącą ostatnim elementem sankcji Stanów Zjednoczonych wobec Japonii.
- 7 grudnia:
  - atak powietrzny Japończyków na amerykańską bazę morską w Pearl Harbor na Hawajach. Zniszczono osiem okrętów i ponad sto samolotów znajdujących się na ziemi. W nalotach zginęło ponad 3 tysiące amerykańskich marynarzy i pilotów.
  - początek japońskiej operacji, której celem było zajęcie przez Japonię całych Indochin i Półwyspu Malajskiego.
- 7–13 grudnia – incydent na Niʻihau na Hawajach, który doprowadził do umieszczenia 120 tysięcy mieszkających na terytorium USA Japończyków w obozach internowania.
- 8 grudnia:
  - Stany Zjednoczone, Wielka Brytania i jej dominia oraz sojusznicy wypowiedzieli wojnę Japonii.
  - wojska japońskie opanowały Bangkok.
  - atak Japończyków na wyspy Filipińskie.
  - rozpoczęła się bitwa o Malaje.
  - rozpoczęła się bitwa o opanowanie przez Japończyków amerykańskiej bazy na atolu Wake. Atak został odparty.
- 10 grudnia – bitwa pod Kuantanem, pierwsze w czasie wojny starcie brytyjsko-japońskie. Zatopienie przez Japończyków brytyjskiego pancernika „Prince of Wales” i krążownika „Repulse”.
- 13 grudnia – wojska japońskie wkroczyły do południowej Birmy.
- 16 grudnia – do służby wszedł Yamato, największy pancernik świata i największy okręt II wojny światowej.
- 21 grudnia – zawarto tajlandzko-japoński sojusz wojskowy.
- 22 grudnia – wojska japońskie wylądowały na filipińskiej wyspie Luzon.
- 23 grudnia – wojska japońskie ponownie uderzyły na atol Wake, tym razem zdobywając wyspę.
- 25 grudnia – wojska japońskie zajęły Hongkong.
- 26 grudnia – stolica Filipin Manila ogłoszona została miastem otwartym.
- 31 grudnia – admirał Chester Nimitz został mianowany głównodowodzącym amerykańskiej floty na Pacyfiku.

### 1942
- 1 stycznia:
  - zahamowano na pewien czas japońską ofensywę na Malajach (Indochiny).
  - jednostki armii Filipin zorganizowały obronę na linii Borac-Guagua, osłaniającej odwrót na półwysep Bataan na wyspie Luzon.
- 2 stycznia – wojska japońskie zdobyły stolicę Filipin Manilę i Kampar w Indochinach.
- 6 stycznia – Japończycy wysadzili desant w Brunei na Borneo.
- 11 stycznia – Japonia wypowiedziała wojnę Holandii. Wojska japońskie uderzyły na Holenderskie Indie Wschodnie i na holenderskie Borneo.
- 16 stycznia – wojska japońskie zaatakowały port Tavoy, rozpoczynając tym samym wojnę z Birmą.
- 19 stycznia – wojska japońskie zdobyły Sandakan, stolicę brytyjskiego Borneo Północnego.
- 23 stycznia – wybuchły walki na Nowej Gwinei.
- 24 stycznia – taktyczne zwycięstwo niszczycieli amerykańskich w bitwie pod Balikpapan.
- 25 stycznia – Tajlandia wypowiedziała wojnę Wielkiej Brytanii i USA.
- 31 stycznia 
  - zwycięstwem Japończyków zakończyła się bitwa o Malaje.
  - Japończycy wysadzili desant na wyspie Ambon w archipelagu Moluki.
- 4 lutego – na plantacjach Tol i Waitavalo na Nowej Brytanii japońscy żołnierze zamordowali około 160 australijskich jeńców wojennych.
- 5 lutego – w rejonie lotniska Laha na Ambonie japońscy żołnierze i marynarze przeprowadzili pierwszą masową egzekucję australijskich i holenderskich jeńców.
- 6 lutego – rozpoczęła się bitwa o Sumatrę.
- 10 lutego – japoński okręt podwodny ostrzelał amerykańską wyspę Midway.
- 15 lutego – siły japońskie zdobyły Singapur i Sumatrę.
- 16 lutego – na wyspie Bangka japońscy żołnierze zamordowali około 80 rozbitków z alianckich statków, wśród nich 21 australijskich pielęgniarek.
- 17 lutego – kapitulacja wojsk brytyjskich w Singapurze.
- 18 lutego – Japończycy rozpoczęli masowe aresztowania i egzekucje członków chińskiej diaspory w Singapurze.
- 19 lutego:
  - Japończycy zbombardowali australijskie miasto Darwin; zginęło 250 osób.
  - prezydent Franklin Delano Roosevelt wydał dekret umożliwiający internowanie Amerykanów pochodzenia japońskiego.
- 20 lutego – armia japońska dokonała inwazji na należącą do neutralnej Portugalii wyspę Timor.
- 19–20 lutego – starcie morskie w cieśninie Badung, zakończone niewielką porażką aliancką.
- 23 lutego – japoński okręt podwodny ostrzelał rafinerię ropy w Santa Barbara w Kalifornii. Był to pierwszy japoński atak na obiekt na kontynencie amerykańskim.
- 25 lutego – nalot na Zachodnie Wybrzeże: obrona przeciwlotnicza ostrzelała niezidentyfikowany obiekt latający, który pojawił się nad Los Angeles.
- 27–28 lutego – bitwa morska na Morzu Jawajskim zakończona klęską zespołu alianckiego.
- 1 marca – rozpoczęła się bitwa o Jawę.
- 3 marca – co najmniej 88 osób zginęło w wyniku japońskiego nalotu na australijskie miasto Broome.
- 4 marca – na południe od Jawy został zatopiony przez Japończyków australijski eskortowiec HMAS Yarra; zginęło 138 ze 151 członków załogi.
- 7 marca – wojska japońskie zdobyły Rangun, stolicę Birmy.
- 8 marca:
  - Holendrzy poddali się na Jawie wojskom japońskim.
  - wojska japońskie zajęły ewakuowany przez Brytyjczyków Rangun.
- 12 marca – zwycięstwem wojsk japońskich zakończyła się bitwa o Jawę.
- 23 marca – wojska japońskie dokonały inwazji na Andamany w Zatoce Bengalskiej.
- 24 marca – admirał Chester Nimitz został głównodowodzącym armii amerykańskiej na Pacyfiku.
- 29 marca – zwycięstwem Japończyków zakończyła się bitwa o Sumatrę.
- 31 marca:
  - rozpoczął się rajd na Ocean Indyjski.
  - wojska japońskie zajęły Wyspę Bożego Narodzenia.
- 1 kwietnia:
  - w Waszyngtonie odbyło się pierwsze posiedzenie Rady Wojennej Pacyfiku.
  - zwycięstwem wojsk japońskich zakończyła się bitwa o Borneo.
- 5 kwietnia – lotnictwo japońskie zbombardowało port i miasto Kolombo na Cejlonie, w wyniku czego zginęło 190 osób. Kilka godzin później japońskie bombowce zatopiły około 100 mil morskich na południowy zachód od Cejlonu brytyjskie krążowniki HMS Dorsetshire i MMS Cornwall. Zginęło 426 członków załóg, 1122 zostało uratowanych.
- 6 kwietnia – pierwsze oddziały amerykańskie przybyły do Australii.
- 9 kwietnia:
  - rajd na Ocean Indyjski: 91 japońskich bombowców w eskorcie 38 myśliwców dokonało nalotu na zajmowany przez Brytyjczyków port Trincomalee na Sri Lance.
  - 75 tysięcy żołnierzy amerykańskich i filipińskich, broniących półwyspu Bataan na Luzonie, skapitulowało przed wojskami japońskimi.
  - rozpoczął się Bataański Marsz Śmierci – przemarsz amerykańskich i filipińskich jeńców wojennych z półwyspu Bataan do japońskiego obozu jenieckiego O’Donnell na filipińskiej wyspie Luzon. Spośród początkowych 76 tys. do celu dotarło jedynie 54 tys. jeńców.
- 10 kwietnia – wojska amerykańskie na Filipinach skapitulowały przed Japończykami.
- 1–12 kwietnia – wypad floty japońskiej na Ocean Indyjski, zakończony porażką floty brytyjskiej.
- 18 kwietnia – pierwszy nalot lotnictwa amerykańskiego z lotniskowców na Tokio, Jokohamę, Nagoję i Kobe.
- 29 kwietnia – Japończycy zdobyli Lashio, przecinając tym samym drogę zaopatrzenia dla Czang Kaj-szeka.
- 1 maja – Japończycy zajęli Mandalay w Birmie.
- 3 maja – Japończycy zajęli wyspę Tulagi w archipelagu Wysp Salomona.
- 4–8 maja – bitwa powietrzno-morska na Morzu Koralowym zakończona taktyczną porażką floty japońskiej.
- 6 maja – zwycięstwo Japończyków w bitwie o wyspę Corregidor na Filipinach.
- 12 maja – skapitulowały resztki broniących się wojsk amerykańskich na wyspie Mindanao.
- 20 maja – Japończycy zajęli całą Birmę dochodząc do granicy indyjskiej.
- 31 maja – japoński atak na port w Sydney z wykorzystaniem miniaturowych łodzi podwodnych.
- 3 czerwca:
  - rozpoczęły się walki o Wyspy Aleuckie.
  - Japończycy zbombardowali amerykańską bazę w Dutch Harbour na wyspie Unalaska (Aleuty).
- 4 czerwca – rozpoczęła się powietrzno-morska bitwa pod Midway.
- 5 czerwca – po utracie 4 lotniskowców i ciężkiego krążownika japońska flota rozpoczęła odwrót spod Midway.
- 6–7 czerwca – desant japoński na wyspach Attu i Kiska (Aleuty).
- 7 czerwca – zakończyła się bitwa w rejonie wyspy Midway, Japończycy ponieśli klęskę i duże straty. Bitwa stała się przełomowym momentem w wojnie na Oceanie Spokojnym.
- 1 lipca – amerykański okręt podwodny USS „Sturgeon” zatopił na północ od Luzonu japoński statek „Montevideo Maru”, przewożący australijskich jeńców pojmanych w czasie bitwy o Rabaul. Spośród 1142 osób na pokładzie uratowano jedynie 17 członków japońskiej załogi.
- 19 lipca – pierwsi australijscy jeńcy zostali osadzeni w japońskim obozie jenieckim w Sandakanie na Borneo Północnym.
- 7 sierpnia – Amerykanie dokonali desantu na wyspie Guadalcanal (w archipelagu Wysp Salomona).
- 9 sierpnia – bitwa morska w rejonie wyspy Savo koło Guadalcanalu, zakończona porażką aliantów.
- 17 sierpnia – wojska amerykańskie rozpoczęły rajd na Makin.
- 24 sierpnia – bitwa powietrzno-morska koło wschodnich Wysp Salomona, zakończona porażką Japończyków.
- 25 sierpnia – bitwa o Milne Bay (Papua-Nowa Gwinea).
- 26 sierpnia – wojska japońskie zajęły wyspę Nauru.
- 20 września – Amerykanie przeprowadzili pierwszy lot testowy przejętego w stanie nienaruszonym japońskiego myśliwca Mitsubishi A6M (tzw. Zero z Akutan).
- 2 października – na Morzu Południowochińskim zatonął japoński statek „Lisbon Maru”, storpedowany dzień wcześniej przez amerykański okręt podwodny USS „Grouper”. Zginęło ponad 800 brytyjskich jeńców wojennych.
- 11 października – w czasie walk o Guadalcanal (Wyspy Salomona) miała miejsce bitwa koło przylądka Ésperance.
- 26 października – taktyczna porażka Amerykanów w powietrzno-morskiej bitwie koło wysp Santa Cruz.
- 12–13 listopada – Bitwa morska w rejonie Guadalcanal, zakończona niewielkim zwycięstwem Japończyków.
- 13 listopada – został zatopiony na Pacyfiku amerykański okręt USS Juneau – z pięcioma służącymi na nim braćmi Sullivan. Tragedia ta stała się impulsem do wprowadzenia wojskowej zasady jedynego ocalałego w rodzinie, co stanowi kanwę filmu Szeregowiec Ryan.
- 15 listopada – II bitwa morska w rejonie Guadalcanal, zakończona taktycznym zwycięstwem amerykańskim.
- 25 listopada – do portu Moji zawinęły japońskie piekielne statki „Dainichi Maru” i „Singapore Maru”. Podczas 26-dniowego rejsu z Singapuru w ich ładowniach zmarło 140 alianckich jeńców wojennych.
- 30 listopada – bitwa morska w rejonie Tassafarongi (bitwa pod Lunga) – taktyczne zwycięstwo japońskie.

### 1943
- 1 stycznia – rozpoczęła się ewakuacja wojsk japońskich z wyspy Guadalcanal.
- 15 stycznia – japoński statek „Nichimei Maru” został zatopiony przez amerykańskie lotnictwo w Zatoce Martaban. Zginęło 102 Japończyków i 40 holenderskich jeńców wojennych.
- 22 stycznia – zwycięstwo aliantów w bitwie pod Sananandą.
- 29 stycznia – rozpoczęła się bitwa o wyspę Rennell (Wyspy Salomona).
- 31 stycznia – koniec ewakuacji Japończyków z wyspy Guadalcanal.
- 8 lutego – wojska amerykańskie zdobyły wyspę Guadalcanal.
- 2 marca – rozpoczęła się morska bitwa na Morzu Bismarcka.
- 4 marca – zakończyła się bitwa na Morzu Bismarcka, w której australijskie i amerykańskie samoloty zniszczyły japoński konwój transportujący wojska do portu Lae na Nowej Gwinei.
- 6 marca – zwycięstwo floty amerykańskiej w bitwie w Cieśninie Blackett (Wyspy Salomona).
- 18 marca – na pokładzie niszczyciela „Akikaze” japońscy marynarze zamordowali około 60 osób cywilnych, w tym kilkudziesięciu niemieckich misjonarzy.
- 25 marca – lotnictwo amerykańskie dokonało pierwszego nalotu bombowego na okupowaną przez Japończyków wyspę Nauru.
- 27 marca – taktyczne zwycięstwo floty amerykańskiej w bitwie koło Wysp Komandorskich.
- 7 kwietnia – zwodowano japoński lotniskowiec Taihō.
- 18 kwietnia – śmierć dowódcy floty japońskiej admirała Isoroku Yamamoto zestrzelonego przez amerykańskie myśliwce.
- 4 maja – utworzenie obozu jenieckiego na wyspie Haruku w archipelagu Moluki. W ciągu 15 miesięcy zmarło 1021 spośród 2071 osadzonych w nim brytyjskich i holenderskich jeńców.
- 11 maja – wojska amerykańskie przeprowadziły desant na okupowaną przez Japończyków wyspę Attu na Aleutach.
- 14 maja – japoński okręt podwodny zatopił australijski statek szpitalny AHS Centaur; zginęło 268 spośród 332 osób na pokładzie.
- 29 maja – prawie 3 tys. japońskich żołnierzy na wyspie Attu (Aleuty) rzuciło się z bagnetami na Amerykanów w samobójczym ataku. Do niewoli zostało wziętych tylko 28 z nich.
- 31 maja – wojska amerykańskie wyparły Japończyków z archipelagu Aleutów.
- 8 czerwca – w wyniku eksplozji na pokładzie japońskiego pancernika Mutsu na Morzu Wewnętrznym zginęły 1474 osoby, uratowano 353.
- 20 czerwca – rozpoczęła się bitwa o Nową Georgię na Wyspach Salomona.
- 1 lipca – prawdopodobnie tego dnia ostatni brytyjscy jeńcy – członkowie 600 Gunners Party zostali zamordowani przez Japończyków na Balalae na wyspach Shortland.
- 5 lipca – rozpoczęła się bitwa w Zatoce Kula.
- 13 lipca – taktyczne zwycięstwo Japończyków w bitwie pod Kolombangarą.
- 1 sierpnia – okupowana przez Japończyków brytyjska kolonia Birma ogłosiła niepodległość; na czele marionetkowego państwa stanął Ba Maw.
- 7 sierpnia – zwycięstwo floty amerykańskiej w bitwie w zatoce Vella na Wyspach Salomona.
- 18 sierpnia – amerykańska eskadra zatopiła 4 japońskie barki i uszkodziła 2 niszczyciele u wybrzeży wyspy Vella Lavella.
- 4 października – wojska amerykańskie zdobyły Wyspy Salomona.
- 7 października – masakra 97 amerykańskich jeńców wojennych na atolu Wake.
- 8 października – w Cieśninie Luzon amerykański okręt podwodny USS „Gurnard” zatopił japoński statek „Dainichi Maru”; zginęło 2057 japońskich żołnierzy i marynarzy.
- 9 października – zwycięstwo wojsk amerykańsko-nowozelandzkich w bitwie o wyspę Vella Lavella (Wyspy Salomona).
- 2 listopada – zwycięstwo wojsk amerykańskich w bitwie w Zatoce Cesarzowej Augusty (Wyspy Salomona).
- 20 listopada – rozpoczęły się walki o Wyspy Gilberta.
- 23 listopada – zwycięstwo wojsk amerykańskich w bitwie o Wyspy Gilberta.
- 26 listopada – zwycięstwo marynarki amerykańskiej w bitwie koło Przylądka św. Jerzego.
- 28 listopada – początek konferencji tzw. wielkiej trójki w Teheranie.
- 29 listopada – japoński statek „Suez Maru” został zatopiony na Morzu Jawajskim przez amerykański okręt podwodny USS „Bonefish”. Przewoził około 550 alianckich jeńców, spośród których wszyscy zatonęli lub zostali wymordowani przez załogę japońskiego trałowca.
- 1 grudnia – zakończenie konferencji w Teheranie.
- 9 grudnia – w Jesselton na Borneo Północnym wybuchło antyjapońskie powstanie.

### 1944
- 2 stycznia – alianci wysadzili desant w Saidor (Nowa Gwinea).
- 21 stycznia – japoński statek „Ikoma Maru”, przewożący 611 indyjskich jeńców wojennych, został zatopiony przez amerykański okręt podwodny USS „Seahorse”. Zginęło 418 jeńców.
- 30 stycznia – wojska amerykańskie wyzwoliły Majuro, stolicę Wysp Marshalla.
- 31 stycznia – desant wojsk amerykańskich na Wyspy Marshalla.
- 14 lutego – wybuchło powstanie antyjapońskie na Jawie.
- 15 lutego – wojska japońskie wycofują się definitywnie z okupowanych Wysp Salomona.
- 17 lutego – wojska amerykańskie rozpoczęły atak na wyspę Truk w archipelagu Karolinów.
- 18 lutego – wojska amerykańskie zniszczyły japońską bazę morską na wyspie Truk w archipelagu Karolinów.
- 20 lutego – wojska amerykańskie zdobyły atol Enewetak na Wyspach Marshalla.
- 25 lutego – japońskie statki „Tango Maru” i „Ryūsei Maru” zostały zatopione na Morzu Balijskim przez amerykański okręt podwodny USS „Rasher”. Wraz z nimi zginęło blisko 8 tys. pasażerów: japońskich żołnierzy, alianckich jeńców wojennych oraz robotników przymusowych z Jawy.
- 29 lutego – rozpoczęły się walki o Wyspy Admiralicji.
- 4–5 marca – z obozu przy Tunnel Hill Road na Nowej Brytanii funkcjonariusze Kempeitai zabrali co najmniej 31 amerykańskich i australijskich jeńców. Po wywiezionych ślad zaginął.
- 7 marca – wszedł do służby japoński lotniskowiec Taihō.
- 9 marca – amerykańskie oddziały piechoty morskiej zdobyły lotnisko Talasea na Nowej Brytanii.
- 17 marca – na nadbrzeżu portu w Kaviengu na Nowej Irlandii japońscy żołnierze zamordowali co najmniej 32 cywilów europejskiego pochodzenia.
- 26 marca – na północ od Palau po eksplozji własnej torpedy zatonął amerykański okręt podwodny USS Tullibee; zginęło 79 spośród 80 członków załogi.
- 22 kwietnia – wojska amerykańskie wylądowały na Nowej Gwinei.
- 30 kwietnia – amerykański atak na Truk w archipelagu Karolinów.
- 27 maja – alianci zaatakowali wyspę Biak.
- 15 czerwca – rozpoczęły się walki o archipelag Marianów.
- 19 czerwca – rozpoczęła się bitwa na Morzu Filipińskim.
- 20 czerwca – zwycięstwo floty amerykańskiej w bitwie na Morzu Filipińskim.
- 24 czerwca – japoński statek „Tamahoko Maru” został zatopiony w pobliżu Nagasaki przez amerykański okręt podwodny USS „Tang”, co spowodowało śmierć 560 alianckich jeńców wojennych.
- 26 czerwca – japoński statek „Harugiku Maru”, przewożący około 1200 alianckich jeńców wojennych, został zatopiony w Cieśninie Malakka przez brytyjski okręt podwodny HMS „Truculent”. Zginęło około 180 jeńców.
- 28 czerwca – zwodowano amerykański lotniskowiec USS „Randolph”.
- 29 czerwca – japoński statek „Toyama Maru” został zatopiony na wodach archipelagu Riukiu przez amerykański okręt podwodny USS „Sturgeon”. Wraz z nim zginęło prawdopodobnie około 3,7 tys. japońskich żołnierzy i marynarzy.
- 9 lipca – wojska amerykańskie zdobyły wyspę Saipan.
- 21 lipca – rozpoczęła się bitwa o Guam.
- 3 sierpnia – amerykańskie i chińskie wojska po dwumiesięcznym oblężeniu zdobyły miasto Myitkyina w Birmie.
- 4 sierpnia – japoński statek „Koshu Maru” został zatopiony w Cieśninie Makasarskiej przez amerykański okręt podwodny USS „Ray”. Zginęło 1540 osób, w większości robotnicy przymusowi z Jawy.
- 5 sierpnia – w obozie jenieckim w Cowra w australijskim stanie Nowa Południowa Walia grupa ok. 1100 Japończyków zaatakowała strażników i przedarła się przez drut kolczasty otaczający obóz. W czasie próby ucieczki zginęło 231 Japończyków i 4 australijskich strażników, a 108 Japończyków i 4 Australijczyków zostało rannych. Z 378 uciekinierów 334 zostało schwytanych w ciągu następnych 9 dni, a 44 popełniło samobójstwo.
- 10 sierpnia – siły amerykańskie pokonały ostatnie japońskie oddziały na Guam.
- 16 sierpnia – II wojna chińsko-japońska: rozpoczęła się bitwa pod Guilin-Liuzhou.
- 18 sierpnia – amerykański okręt podwodny zatopił japoński lotniskowiec Taiyō.
- 19 sierpnia – japoński okręt desantowy „Tamatsu Maru” został zatopiony na Morzu Południowochińskim przez amerykański okręt podwodny USS „Spadefish”. Wraz z okrętem zginęło 4890 japońskich żołnierzy i członków załogi.
- 7 września – japoński statek „Shin’yō Maru” został zatopiony u wybrzeży Mindanao przez amerykański okręt podwodny USS „Paddle”. Przewoził około 750 amerykańskich jeńców wojennych, spośród których 667 poniosło śmierć.
- 12 września – amerykańskie okręty podwodne rozbiły japoński konwój HI-72, zatapiając sześć statków i okrętów, w tym piekielne statki „Rakuyō Maru” i „Kachidoki Maru”, na których zginęło blisko 1,5 tys. alianckich jeńców wojennych.
- 15 września – rozpoczęła się bitwa o Peleliu.
- 18 września – japoński statek „Jun’yō Maru” został zatopiony u wybrzeży Sumatry przez brytyjski okręt podwodny HMS „Tradewind”. Zginęło około 5,6 tys. osób, w większości alianckich jeńców i robotników przymusowych z Jawy.
- 21 września – japoński statek „Hōfuku Maru”, przewożący 1289 alianckich jeńców wojennych, został zatopiony na Morzu Południowochińskim przez amerykańskie lotnictwo. Zginęło 1047 jeńców.
- 30 września – zwycięstwo wojsk amerykańskich w bitwie o Angaur.
- 19 października – na Filipinach utworzono pierwszy oddział kamikaze.
- 20 października – wojska amerykańskie pod dowództwem gen. Douglasa MacArthura wylądowały na Filipinach, na wyspie Leyte.
- 23–25 października – bitwa w zatoce Leyte.
- 24 października – japoński statek „Arisan Maru”, przewożący około 1800 amerykańskich jeńców wojennych, został zatopiony na Morzu Południowochińskim przez okręt podwodny USS „Snook” lub USS „Shark”. Katastrofę przeżyło zaledwie 9 jeńców.
- 25 października – wystartował pierwszy kamikaze.
- 10 listopada – Wyspy Admiralicji: 372 osoby zginęły bądź zaginęły, a 371 zostało rannych w wyniku eksplozji na statku zaopatrzeniowym USS Mount Hood.
- 20 listopada – pierwszy japoński atak przeciwko amerykańskiej flocie z wykorzystaniem żywych torped Kaiten.
- 21 listopada – okręt podwodny USS Sealion zatopił japoński krążownik liniowy Kongō; zginęło 1250 członków załogi, uratowało się 237.
- 24 listopada:
  - lotnictwo amerykańskie zbombardowało Tokio.
  - II wojna chińsko-japońska: zwycięstwem wojsk japońskich zakończyła się bitwa pod Guilin-Liuzhou.
- 25 listopada – zwycięstwo wojsk amerykańskich w bitwie o Peleliu.
- 14 grudnia – w obozie jenieckim na Palawanie japońscy żołnierze zamordowali 139 amerykańskich jeńców wojennych.
- 15 grudnia – japoński statek „Ōryoku Maru” został zatopiony przez amerykańskie lotnictwo w Zatoce Subic u wybrzeży Luzonu, co spowodowało śmierć około 300 amerykańskich jeńców wojennych.
- 18 grudnia – w wyniku uderzenia tajfunu na amerykańską flotyllę na Morzu Filipińskim zatonęły 3 niszczyciele, a krążownik, 5 lotniskowców i 3 inne niszczyciele zostały uszkodzone; zginęło 790 marynarzy, a 80 zostało rannych.
- 19 grudnia – japoński lotniskowiec „Unryū” został storpedowany i zatopiony na Morzu Wschodniochińskim przez okręt podwodny USS „Redfish”. Zginęli dowódca, komandor Kaname Konishi i 1238 członków załogi, uratowano 149 osób.
- 25 grudnia – wojska amerykańskie wylądowały na wyspie Luzon, głównej wyspie archipelagu Filipin.

### 1945
- 9 stycznia – podczas nalotu na Takao amerykańskie samoloty uszkodziły statek „Enoura Maru”, zabijając około 300 amerykańskich jeńców wojennych.
- 27 stycznia – została odblokowana tzw. Droga Birmańska, łącząca pozycje zajmowane przez wojska alianckie i chińskie.
- 28 stycznia – z japońskiego obozu jenieckiego w Sandakanie na Borneo wyruszył pierwszy marsz śmierci.
- 29 stycznia – do portu Moji zawinął japoński piekielny statek „Brazil Maru”. W czasie piętnastodniowego rejsu z Formozy zmarła blisko połowa z ponad 900 przewożonych w jego ładowniach amerykańskich jeńców.
- 3 lutego – rozpoczęła się bitwa o stolicę Filipin Manilę.
- 5 lutego – wojska amerykańskie zajęły stolicę Filipin Manilę.
- 16 lutego – rozpoczęła się bitwa o wyspę Corregidor.
- 19 lutego – oddziały amerykańskie wylądowały na wyspie Iwo Jima.
- 23 lutego – Amerykanie zatknęli swoją flagę na japońskiej wyspie Iwo Jima.
- 23/24 lutego – w nocy na Tokio zrzucone zostały pierwsze amerykańskie bomby zapalające, niszcząc około 2 km² miasta.
- 24 lutego – amerykańskie oddziały piechoty zdobyły zaciekle bronione przez Japończyków wzgórze Suribachi na wyspie Iwo Jima.
- 26 lutego – zwycięstwo wojsk amerykańskich w bitwie o Corregidor na Filipinach.
- 3 marca – wojska amerykańskie wyzwoliły stolicę Filipin Manilę.
- 9 marca/10 marca – w nocy 279 bombowców B-29 przeprowadziło nalot dywanowy na Tokio, zrzucając 1650 ton bomb zapalających na drewnianą zabudowę miasta. W wyniku powstałej burzy ogniowej zginęło ok. 120 tys. osób (niektóre dane mówią nawet o prawie 200 tys. ofiar).
- 11 marca – nieudany japoński atak na główne kotwicowisko okrętów alianckich na wodach atolu Ulithi na Karolinach, przeprowadzony przez 24 samoloty-kamikaze i 6 ciężkich łodzi latających, które miały zbombardować okręty przeciwnika.
- 17 marca – w japońskim Kobe po amerykańskim nalocie bombowym wybuchła burza ogniowa pochłaniając ponad 8 tys. ofiar.
- 19 marca – 724 marynarzy zginęło, a 265 zostało rannych w wyniku japońskiego ataku bombowego na lotniskowiec USS Franklin.
- 21 marca – alianci zdobyli Mandalay w Birmie.
- 25 marca – koniec japońskiego oporu na Iwo Jimie.
- 26 marca – zakończyła się bitwa o Iwo Jimę. Z liczącego około 21 tys. żołnierzy japońskiego garnizonu do niewoli oddało się zaledwie 200. W walkach o wyspę zginęło 7 tys. żołnierzy amerykańskich, a 19 tys. zostało rannych.
- 27 marca – w Birmie wybuchło powstanie antyjapońskie.
- 28 marca – wojska amerykańskie wyzwoliły Talisay na filipińskiej wyspie Cebu.
- 1 kwietnia – o godz. 8.30 czasu miejscowego rozpoczęła się inwazja wojsk amerykańskich na Okinawę.
- 7 kwietnia – w czasie bitwy o Okinawę lotnictwo amerykańskie zatopiło pancernik japoński Yamato i niszczyciel Hamakaze.
- 3 maja – Japończycy skapitulowali w Rangunie.
- 14 maja – w wyniku amerykańskiego nalotu bombowego spłonął zamek w japońskiej Nagoi.
- 16 maja – brytyjska 26. Flotylla Niszczycieli zatopiła w cieśninie Malakka japoński ciężki krążownik „Haguro”. Zginęło około 900 członków załogi.
- 26 maja – 464 amerykańskie bombowce B-29 dokonały nalotu bombowego na Tokio.
- 10 czerwca – oddziały australijskie wylądowały w Brunei na Borneo. Tego samego dnia japońscy żołnierze zamordowali 44 alianckich jeńców w rejonie Miri.
- 13 czerwca – w Japonii rozwiązano Stowarzyszenie Wspierania Władzy Cesarskiej.
- 18 czerwca – filipińska wyspa Mindanao została wyzwolona spod okupacji japońskiej.
- 21 czerwca – wojska amerykańskie zdobyły Okinawę.
- 24 lipca – poddały się ostatnie stawiające opór jednostki japońskie na Okinawie.
- 6 sierpnia – o godz. 8.15 czasu miejscowego eksplodowała bomba atomowa zrzucona przez amerykański bombowiec B-29 na japońskie miasto Hiroszima.
- 8 sierpnia – pomimo podpisanego w dniu 13 kwietnia 1941 roku paktu o neutralności, Związek Radziecki wypowiedział Japonii wojnę.
- 9 sierpnia – o godz. 0.10 czasu miejscowego Armia Czerwona rozpoczęła ofensywę w Mandżurii przeciwko japońskiej Armii Kwantuńskiej.
- 9 sierpnia – o godz. 11.01 czasu miejscowego bombowiec amerykański zrzucił drugą bombę atomową. Celem było japońskie miasto Nagasaki.
- 15 sierpnia – cesarz Japonii Hirohito ogłosił osobiście przez radio kapitulację kraju.
- 19 sierpnia – japońska delegacja w bombowcu Mitsubishi G4M ląduje na wyspie Iwo Jima w celu podpisania kapitulacji.
- 22 sierpnia – dowódca Armii Kwantuńskiej podpisał kapitulację.
- 2 września – o godz. 10.30 czasu miejscowego, w Zatoce Tokijskiej na pokładzie amerykańskiego pancernika Missouri minister spraw zagranicznych Japonii – Shigemitsu i generał Umezu – szef japońskiego Sztabu Generalnego podpisali akt bezwarunkowej kapitulacji Japonii. Ze strony aliantów akt podpisał generał Douglas MacArthur.
- 4 września – garnizon japoński na atolu Wake poddał się Amerykanom.
- 9 września – skapitulowała armia japońska w Chinach.
- 24 września – skapitulowały ostatnie garnizony japońskie na Pacyfiku oraz na kontynencie.